# Università dell'Indiana - Università Purdue Indianapolis
La Università dell'Indiana - Università Purdue Indianapolis (conosciuta anche come IUPUI) è un'università pubblica e di ricerca statunitense, che si trova a Indianapolis, in Indiana.
È stata fondata nel 1969, come partnership tra l'Università dell'Indiana e la Purdue University.

## Storia
Fondata nel 1969, controlla diverse facoltà quali l'Indiana University School of Medicine, l'Indiana University School of Law – Indianapolis, l'Indiana University School of Liberal Arts, l'Indiana University School of Dentistry, e l'Indiana University Herron School of Art.